# الخط الأخضر (قبرص)

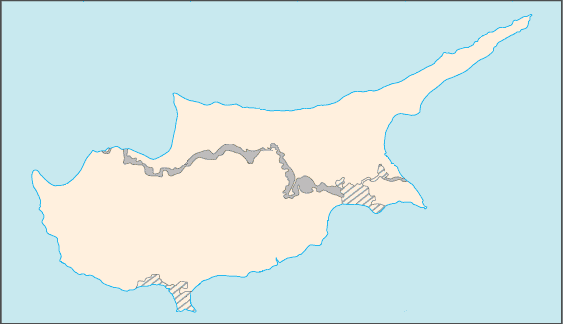
خريطة تقسيم جزيرة قبرص. يشير اللون الرمادي إلى المنطقة الفاصلة الخاضعة لسيطرة الأمم المتحدة، أما المناطق المخططة بالرمادي فتشير إلى مناطق تابعة للمملكة المتحدة حسب اتفاقية من 1960.

الخط الأخضر يشير هذا المصطلح في قبرص إلى الخط الذي يقسم الجزيرة إلى قسمين: القسم اليوناني الجنوبي المعترف به دوليا كجمهورية قبرص، والقسم التركي الشمالي الذي أعلن استقلاله كجمهورية شمال قبرص التركية دون أن تعترف بها أي دولة ما عدا تركيا. يمر الخط الأخضر في وسط العاصمة القبرصية نيقوسيا. وظهر هذا التقسيم بعد دخول القوات التركية شمال قبرص بما يسمى ب«الغزو التركي» (باليونانية) أو «عملية سلام 1974» (بالتركية). يمر الخط الأخضر في وسط منطقة فاصلة تخضع لسيطرة قوات الأمم المتحدة التي تراقب تحقيق الهدنة بين الجانبين. كانت هذه المنطقة مغلقة تماما أمام المواطنين من كلي الجانبين حتى أبريل 2003، وقتما أدى تحسين العلاقات بين تركيا واليونان، وعمليات توسيط مكثفة قام بها الأمين العام للأمم المتحدة، إلى فتح 4 معابر على الخط الأخضر تصل بين قسمي الجزيرة.